# (33596) Taesoolee
(33596) Taesoolee est un astéroïde de la ceinture principale.

## Description
(33596) Taesoolee est un astéroïde de la ceinture principale. Il fut découvert le 10 mai 1999 à Socorro (Nouveau-Mexique) par le projet LINEAR. Il présente une orbite caractérisée par un demi-grand axe de 2,71 UA, une excentricité de 0,02 et une inclinaison de 1,8° par rapport à l'écliptique.